# Patricia Belcher
Patricia Belcher (Helena, 7 aprile 1954) è un'attrice statunitense.

## Carriera
Ha recitato nel ruolo dell'avvocato Caroline Julian nella serie televisiva Bones, in onda dal 2005 al 2017 e in Buona fortuna Charlie in onda su Disney Channel dal 2010 al 2014 con il ruolo dell'acida Signora Dabney, la vicina.
Oltre ai due suoi successi più attuali recitò in film come Number 23, Identità sospette, Sister Act, Jeepers Creepers - Il canto del diavolo, Heartbreakers e, nel 2009, (500) giorni insieme. Ha anche fatto apparizioni in serie televisive, tra cui Tutti amano Raymond, Boston Legal, The Effect Jake, Twins, La famiglia Proud, In Plain Sight, Still Standing e Beverly Hills 90210.
Belcher ha anche prodotto nel 2008 il film di Lower Learning, nel quale ha anche recitato come Colette. Ha avuto un ruolo cameo nella serie televisiva comunitaria di lavoratore caffetteria. Apparsa anche su Emily Owens, M.D., ha persino fatto la sua comparsa nello spettacolo popolare Sabrina, vita da strega, come insegnante di scienze. Ha anche recitato in spot pubblicitari, tra cui per le aziende Staples e WarnerMedia, così come per l'American Cancer Society.
Nel 2022 è apparsa nel film Father Stu.

## Filmografia

### Attrice

#### Cinema
- Linea mortale (Flatliners), regia di Joel Schumacher (1990)
- Sotto il segno del pericolo (Clear and Present Danger) , regia di Phillip Noyce (1994)
- Specie mortale (Species), regia di Roger Donaldson (1995)
- La prossima vittima (Eye for an Eye), regia di John Schlesinger (1996)
- Le parole che non ti ho detto (Message in a Bottle), regia di Luis Mandoki (1999)
- Molly, regia di John Duigan (1999)
- Jeepers Creepers - Il canto del diavolo (Jeepers Creepers), regia di Victor Salva (2001)
- Heartbreakers - Vizio di famiglia (Heartbreakers), regia di David Mirkin (2001)
- Edmond, regia di Stuart Gordon (2005)
- Number 23, regia di Joel Schumacher (2007)
- Lower Learning, regia di Mark Lafferty (2008)
- La sposa fantasma (Over Her Dead Body), regia di Jeff Lowell (2008)
- (500) giorni insieme ((500) Days of Summer), regia di Marc Webb (2009)
- Bad Words, regia di Jason Bateman (2013)
- Dark House, regia di Victor Salva (2014)
- Matrimonio a Long Island (The Week Of), regia di Robert Smigel (2018)
- Ant-Man and the Wasp: Quantumania, regia di Peyton Reed (2023)
- Un piedipiatti a Beverly Hills - Axel F (Beverly Hills Cop: Axel F), regia Mark Molloy (2024)

#### Televisione
- Beverly Hills, 90210 - serie TV, 1 episodio (1991)
- Ragionevoli dubbi - serie TV, 1 episodio (1992)
- Casalingo Superpiù - serie TV, 1 episodio (1992)
- E.R. - Medici in prima linea (ER) – serie TV, episodio 2x04 (1995)
- Una bionda per papà - 1 episodio (1995)
- Il tocco di un angelo - serie TV, 1 episodio (1996)
- Sposati... con figli - serie TV, 1 episodio (1996)
- Tutti amano Raymond - serie TV, 1 episodio (1997)
- Una fortuna da cani (You Lucky Dog), regia di Paul Schneider – film TV (1998)
- Hazzard: Bo e Luke vanno ad Hollywood (The Dukes of Hazzard: Hazzard in Hollywood), regia di Bradford May – film TV (2000)
- Sabrina, vita da strega - serie TV, 1 episodio (2001)
- Prima o poi divorzio! - serie TV, 1 episodio (2002)
- Malcolm - serie TV, 1 episodio (2004)
- Senza traccia - serie TV, 1 episodio (2004)
- Close to home - Giustizia ad ogni costo - serie TV, 2 episodi (2005)
- Boston Legal - serie TV, 3 episodi (2004-2007)
- Weeds - serie TV, 1 episodio (2007)
- How I Met Your Mother - serie TV, episodio 2x08 (2007)
- Cold Case - Delitti irrisolti - serie TV, 1 episodio (2008)
- La vita secondo Jim - serie TV, 1 episodio (2009)
- The Middle - serie TV, 1 episodio (2009)
- C'è sempre il sole a Philadelphia - serie TV, 1 episodio (2009)
- In Plain Sight - Protezione testimoni  - serie TV, 2 episodi (2011)
- Buona fortuna Charlie - serie TV, 23 episodi (2010-2014)
- The Millers - serie TV, 1 episodio (2014)
- Non sono stato io - serie TV, 1 episodio (2015)
- Mike & Molly - serie TV, 1 episodio (2015)
- Le regole del delitto perfetto - serie TV, 1 episodio (2016)
- Bones - serie TV, 55 episodi (2006-2017)
- Trial & Error - serie TV, 9 episodi (2017)
- Mom - serie TV, 1 episodio (2017)
- Santa Clarita Diet - serie TV, 1 episodio (2017)
- Code Black - serie TV, 1 episodio (2018)
- Forever - serie TV, 1 episodio (2018)
- A.P. Bio - serie TV, 12 episodi (2018-2019)
- Teachers - serie TV, 9 episodi (2018-2019)
- Ci mancava solo Nick - serie TV, 1 episodio (2019)
- Young Sheldon - serie TV, 1 episodio (2019)
- Will & Grace - serie TV, 1 episodio (2019)
- Single Parents - serie TV, 1 episodio (2020)
- 9-1-1 - serie TV, 1 episodio (2020)
- Lucifer - serie TV, 1 episodio (2021)
- The Rookie - serie TV, 1 episodio (2021)
- I cattivi di Valley View (The Villains of Valley View) - serie TV, 24 episodi (2022-2023)
- Matlock - serie TV, 6 episodi (2024-2025)

### Doppiatrice
- La famiglia Proud – serie animata, 4 episodi (2003-2004)
- La famiglia Proud - Il film (The Proud Family Movie) – film TV (2005)
- Dead Island Riptide – videogioco (2013)
- American Dad! – serie animata, 1 episodio (2020)
- La famiglia Proud: più forte e orgogliosa – serie animata, 6 episodi (2022-2023)
- Eyes of Wakanda – serie animata (2025)

## Doppiatrici italiane
Nelle versioni in italiano delle opere in cui ha recitato, Patricia Belcher è stata doppiata da:
- Stefania Romagnoli ne Hazzard - Bo e Luke vanno ad Hollywood, Le regole del delitto perfetto, Code Black, Single Parents, 9-1-1
- Franca Lumachi in Heartbreakers - Vizio di famiglia, Edmond
- Ludovica Modugno in Jeepers Creepers - Il canto del diavolo, Young Sheldon
- Anna Rita Pasanisi in Cold Case - Delitti irrisolti, Buona fortuna Charlie
- Cinzia Massironi in How I Met Your Mother
- Maria Grazia Dominici in The Middle
- Cristina Piras in Bones
- Graziella Polesinanti in Trial & Error
- Lorenza Biella in Lucifer
- Aurora Cancian ne I cattivi di Valley View

Da doppiatrice, è stata sostituita da:
- Melina Martello ne La famiglia Proud: più forte e orgogliosa